# لغة خاصة
لغة خاصة أو «لهجة خاصة» أو «لاغكو» أو «لاغجو» أو «دارجة خاصة» أو «لغة فئوية» أو «أرغة»، بالإنجليزية An argot بالفرنسية L'argot، هو مصطلح يشير إلى لغة أو لهجة ذات قاموس ومصطلحات ودلالات خاصة تُستعمل فقط من قبل فئة ما أو مجموعة ما اجتماعية أو مهنية. تعتمد على معجم خاص ذي دلالات ومعاني لا يفهمها إلا دائرة خاصة، كمجموعة أو فئة محددة اجتماعيا أو مهنيا، والتي من خلالها يتواصل الفرد بشكل أكثر خصوصية على مستوى المهني أو أي ارتباط إداري مهني أو تنظيمي، كعصابات أو مجموعات الأحياء الهامشية والفقيرة، في إطار ما يعرف بالظواهر الاجتماعية الجريمة المنظمة المتطورة، فقد يتطور لاركو بمصطلحات وسلوكيات خاصة بفئات ما. وكما هو الحال كذلك في بعض الأحياء الهامشية كأحياء الغيتو مثلا، فبواسطة اللاركو «اللغة الفئوية» يعرض الفرد انتمائه إلى المجموعة والفئة. ويتمكن من أخذ حوار دائري خاص بالمجموعة أو تمرير رسائل وكلام خاص بالمجموعة، كفتيان الشوارع والصعاليك مثلا، أو بشكل أرقى في إطار مهني أو اجتماعي كأقلية عرقية أو ثقافية أو طائفية ودينية، باستعمال اللاركو، وبتعبير آخر يمكن اعتبار اللاغكو أنه معجم وقاموس يضم نوعا من المصطلحات غير الرسمية وغير المتعارف عليها في القواميس أو مفاهيمها الاجتماعية العامة وهي غير شائعة وغير معترف بها أكاديميا وعامة، أو لا تحمل نفس الدلالة في اللغة الأكاديمية، وهي مصطلحات وأساليب كما قلنا غالبا ما تكون خاصة بالتواصل بين ممثلي مهنة أو نشاط مشترك يتميز بمعجم متخصص أو خاص أو خصوصي. أو بمجموعة تحافظ على الخصوصية.
وقد يعتبر أحيانا «اللاركو» لغة سرية، عندما يكون هذا «اللاركو» مستعملا أيضا ليس في أطار مجموعة اجتماعية أو مهنية، بل حتى عندما يتعلق الأمر بأفراد عصابة منظمة في إطار نشاط سري غير مشروع.
كما يوجد اللاركو في أنشطة مشروعة قانونا، كمثال على ذلك فرق المنافسات التي تتطلب تطورا وانسجاما انسيابيا في التواصل، كألعاب الورق وعلى طاولة القمار بين أروقة الكازينو.

## طالع أيضًا
- لهجة
- لغة عامية